# Vingt et une demandes

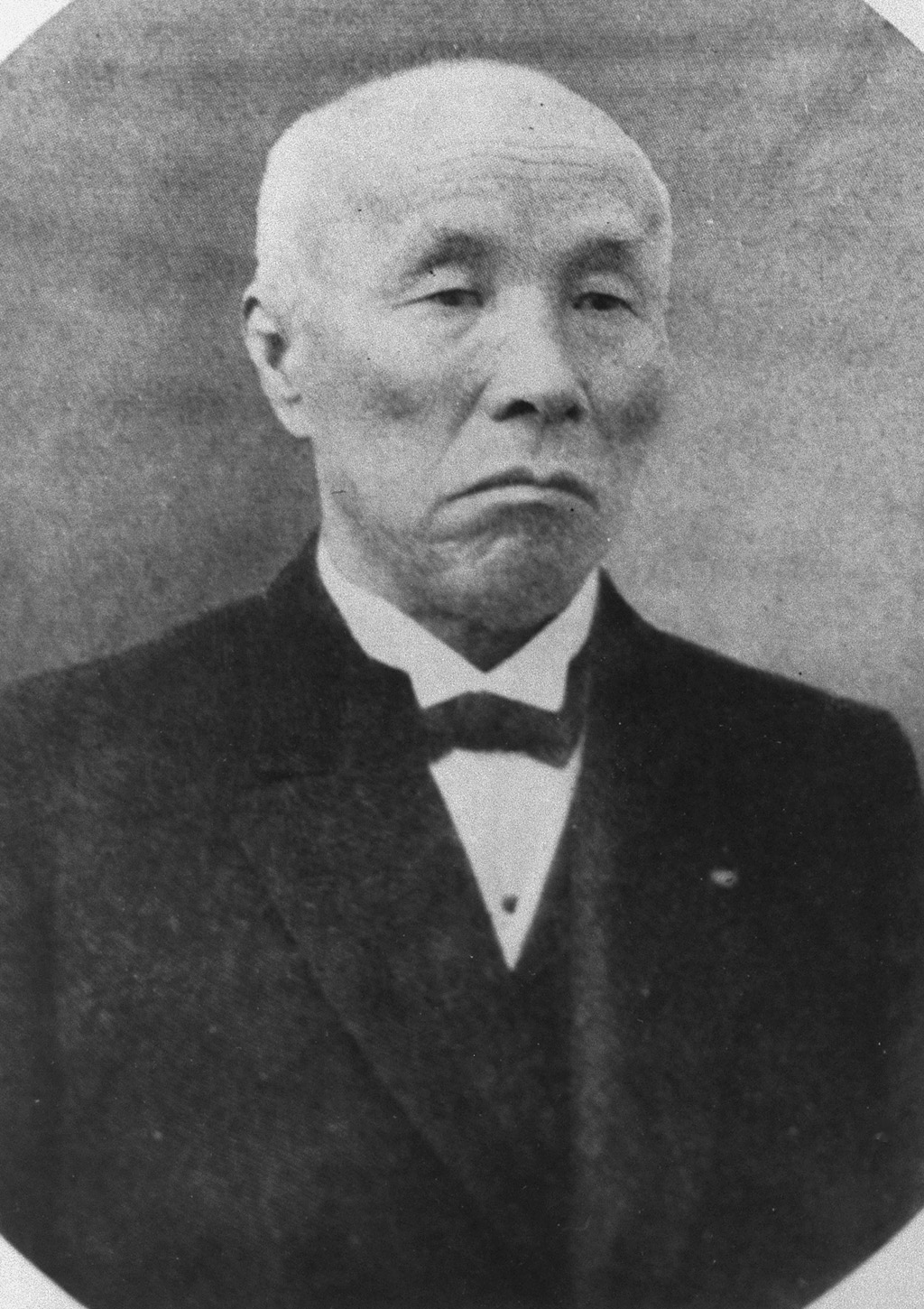
Shigenobu Ōkuma, Premier ministre de l'empire du Japon.

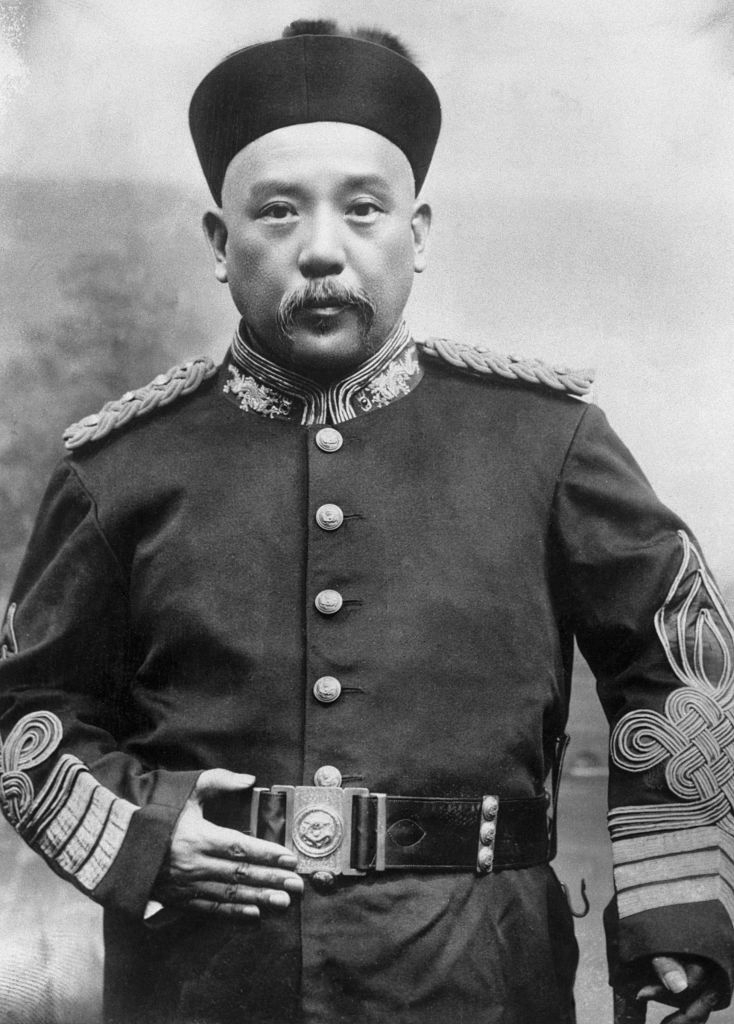
Yuan Shikai, président de la République de Chine.

Les Vingt et une demandes sont un ensemble de requêtes que le gouvernement de l'empire du Japon de l'ère Taishō adresse à celui de la république de Chine le 18 janvier 1915, et que la Chine accepte dans des traités signés le 25 mai 1915. Cette liste de demandes vise à étendre le contrôle politique et économique du Japon sur la Chine, dans le but de faire du pays « un protectorat japonais ».
L'empire du Japon dispose, au nord de la Chine et en Mandchourie, d'un poids économique et politique à la suite de ses victoires dans la première guerre sino-japonaise et dans la guerre russo-japonaise. Avec le renversement de la dynastie Qing au cours de la révolution Xinhai, le Japon estime avoir une possibilité d'accroître encore son influence.

## Négociations initiales
Le gouvernement japonais de Shigenobu Ōkuma dresse une liste de demandes, sanctionnées par l'empereur Taishō et approuvées par la Diète. Les demandes sont présentées au président chinois Yuan Shikai le 18 janvier 1915, assorties de menaces en cas de refus de la part de la Chine.
Les vingt et une demandes sont divisées en cinq groupes : 
- le premier groupe implique la confirmation des récentes acquisitions du Japon dans la province du Shandong et étendent le contrôle japonais sur les voies ferrées, les côtes et les grandes villes de la province ;
- le deuxième groupe concerne le chemin de fer de Mandchourie du Sud, déjà contrôlé par le Japon, et étend le bail jusqu'au XXIe siècle. Sont également prévues l'extension du contrôle japonais sur le Sud de la Mandchourie et l'Est de la Mongolie-Intérieure, ainsi que la nomination de conseillers politiques japonais auprès du gouvernement, et des priorités accordés aux investissements japonais ;
- le troisième groupe accorde au Japon le contrôle du complexe minier de Hanyeping ;
- le quatrième groupe prévoit l'interdiction faite à la Chine d'accorder davantage de concessions côtières à des puissances étrangères autres que le Japon ;
- le cinquième groupe contient une série de demandes diverses, incluant la nomination de conseillers japonais auprès du gouvernement central chinois, un contrôle japonais sur les forces de police chinoises, et le droit de prêcher en Chine accordé aux missionnaires bouddhistes japonais. Le contenu de ce cinquième groupe est gardé secret, afin d'éviter une réaction négative de la part des pouvoirs européens.

## Seconde version des demandes
La Chine ayant rejeté la proposition japonaise le 26 avril, le conseil des Genrō (conseillers impériaux) supprime le groupe 5, présentant une liste abrégée de « treize demandes » le 7 mai, assortie d'un ultimatum. Yuan Shikai, déjà en conflit avec d'autres seigneurs de la guerre, accepte cette version des demandes pour ne pas risquer un conflit supplémentaire avec le Japon.

## Conséquences
La liste abrégée des demandes n'accorde finalement pas de grands avantages au Japon, qui disposait déjà de la plupart de ces privilèges en Chine. Par contre, elle suscite le mécontentement de plusieurs puissances occidentales comme les États-Unis et le Royaume-Uni, inquiets de l'attitude japonaise en Chine. Le Japon continue de faire pression pour ses requêtes relatives au Shandong : un compromis est finalement trouvé en 1917 entre les États-Unis et le Japon, pour être finalement approuvé en 1919 à la conférence de paix de Paris. Le traité de Versailles inclut la cession au Japon des droits allemands sur le Shandong, ce qui provoque en Chine des manifestations de masse, donnant naissance au mouvement du 4 mai. Le gouvernement chinois finit par refuser de signer le traité en juin.
Les visées japonaises entraînent un vif regain de nationalisme en Chine, ainsi qu'un boycott des importations japonaises sur le sol chinois.